# Ernest Archdeacon
Pour les articles homonymes, voir Archdeacon.

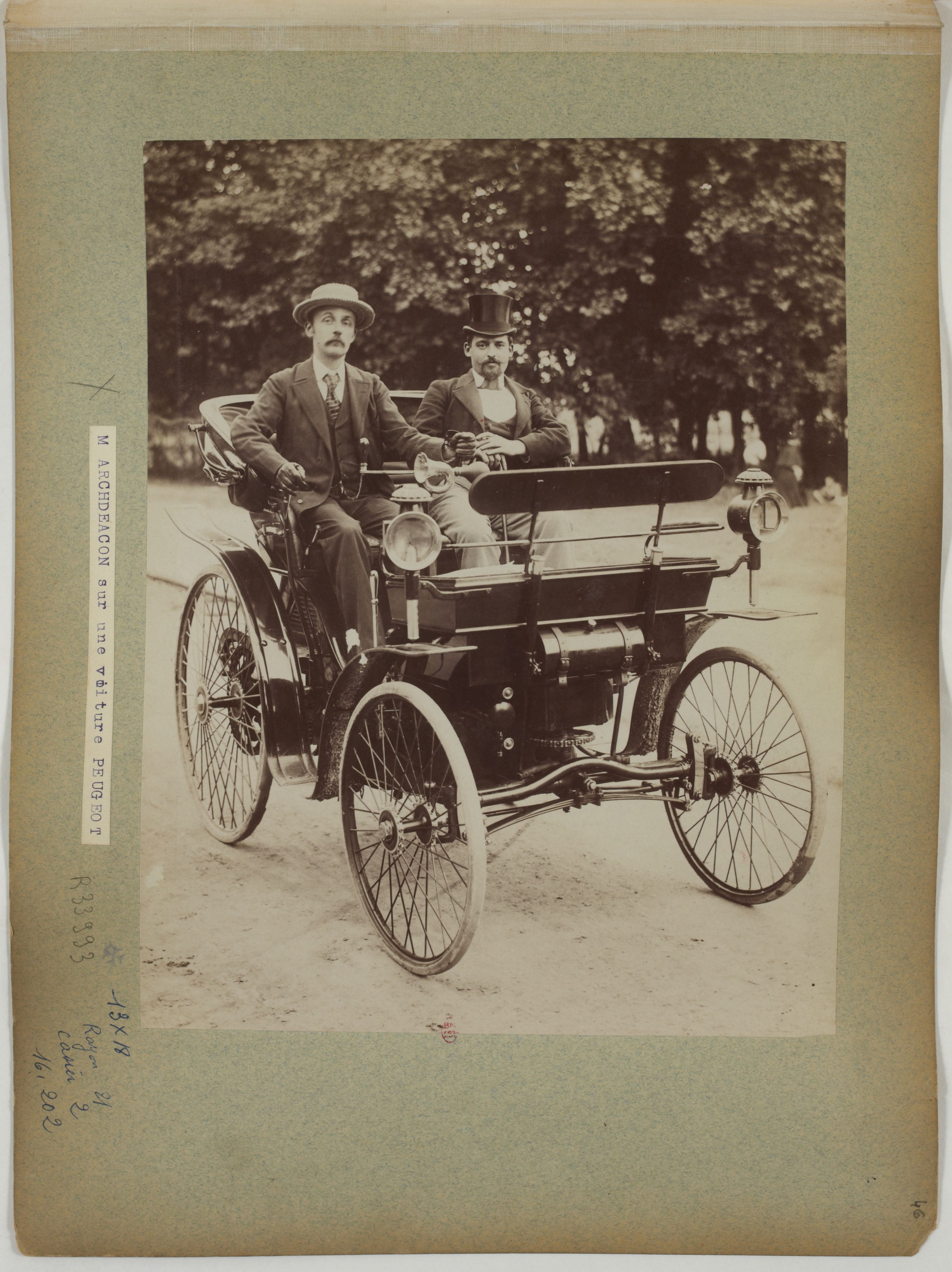
Ernest Archdeacon en 1894 sur Peugeot type 3.

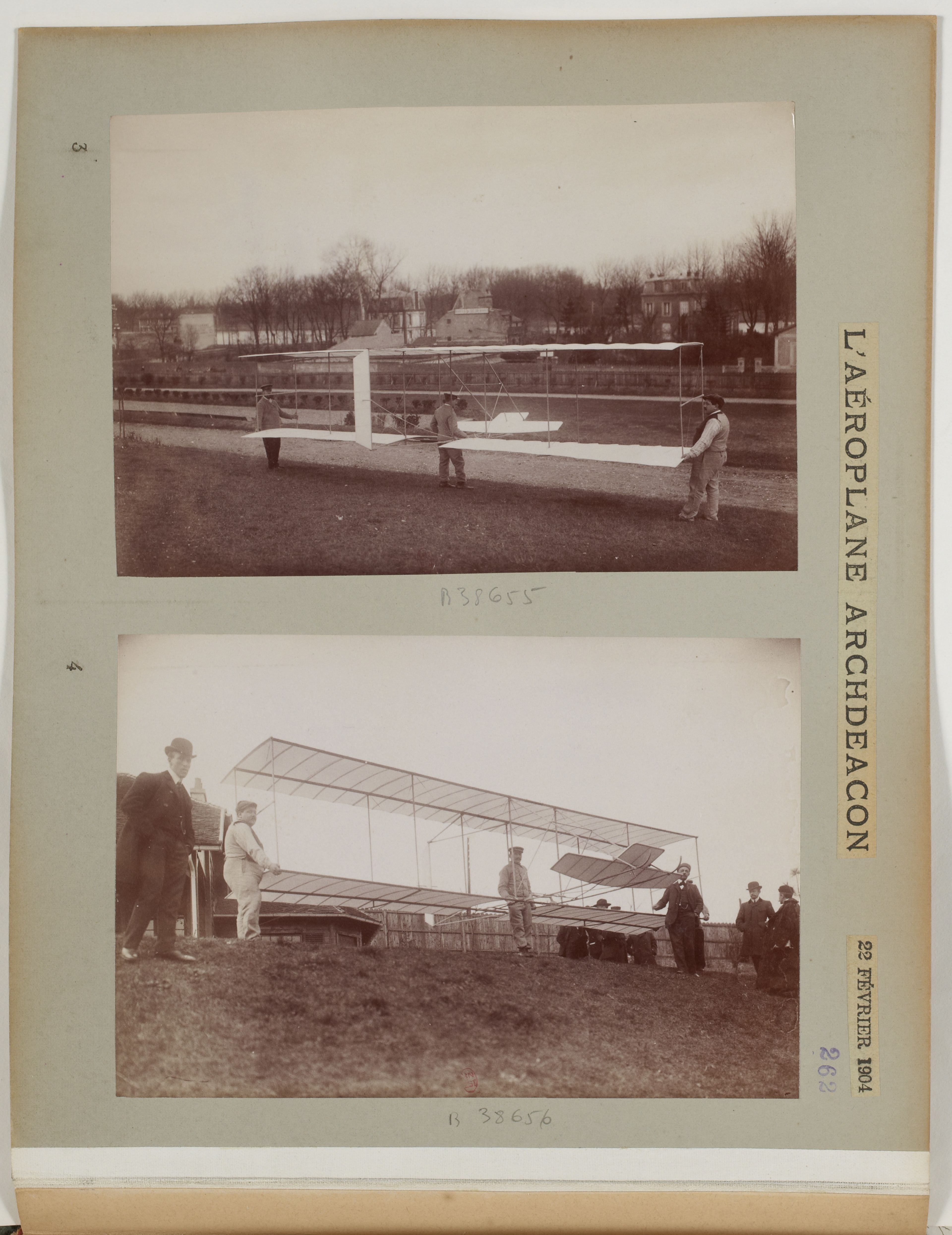
L'aéroplane Archdeacon exposé au Parc de l'Aéro-Club de France à Saint-Cloud en février 1904.

Ernest Archdeacon (prononcé « Archdec »[réf. nécessaire]), né le 28 mars 1863 dans le 9e arrondissement de Paris et mort le 3 janvier 1950 à Versailles, est un avocat de renom, d'origine irlandaise. Il se passionne pour tout ce qui vole. Par son action, son mécénat et les nombreux prix qu'il dote, son nom est associé à l'essor de l'aviation française avant la Première Guerre mondiale. Il est inhumé au cimetière du Père-Lachaise (3e division),. Il est le cousin germain d'Edmond Archdeacon.

## Biographie

### L'Aéro-Club de France
Destiné au barreau, Ernest Archdeacon s'oriente vers l'étude des sciences modernes, et tout particulièrement vers celle de l'aérostation et de l'aviation. En 1884, il effectue sa première ascension en ballon.
Il fonde le 20 octobre 1898, avec le magnat du pétrole Henry Deutsch de la Meurthe, l’Aéro-Club de France, où il occupe le poste de vice-président. L'Aéro-Club, auquel il consacre une partie de son activité jusqu'à sa mort, est l’autorité chargée officiellement de l’organisation du sport aérien en France.
Parmi les autres membres fondateurs, l’ingénieur Gustave Eiffel, le marquis de Fonvielle, le comte Henry de La Vaulx et le comte Henri de la Valette y apportent leur caution. Le premier président de l’Aéro-Club, en 1900, est le marquis Jules-Albert de Dion.

### L'automobile
Il effectue le premier trajet automobile Paris-Lyon avec Léon Serpollet, dans le véhicule de ce dernier en 1890.
Il est de la première course automobile organisée en 1894, le Paris-Rouen, sur Serpollet (17e).
En octobre 1896, il termine 7e de la course automobile Paris-Marseille-Paris avec une Delahaye sur pneus Michelin.
En 1897, il rachète les cycles Rouxel et Dubois à Suresnes. Il est alors représentant des automobiles Delahaye, et il finit 21e du Paris-Dieppe avec une voiture de la marque.
Le 21 mars 1899, il termine 8e de la course Nice-Castellane-Nice.

### Mécène de l'aviation française avec Deutsch de la Meurthe
En avril 1900, Deutsch de la Meurthe offre un prix de cent mille francs à la première machine volante capable de parcourir le trajet de Saint-Cloud à la tour Eiffel et retour en moins de trente minutes, ceci avant octobre 1903. Le 19 octobre 1901, Alberto Santos-Dumont réussit l’exploit avec son dirigeable, franchissant la ligne d’arrivée après 29 minutes et 30 secondes de vol,. Il contribue à la création de la commission d'aviation en 1903.
Après avoir entendu Octave Chanute rapporter les exploits des frères Wright en 1904, Archdeacon souhaite favoriser l'essor du vol motorisé en France.
Dans un article intitulé « Un nouveau sport – Le vol plané », paru dans le no 280 de La Vie au grand air du 21 janvier 1904, le journaliste François Peyrey rapporte qu'un aviateur français, le capitaine Ferdinand Ferber, de la 17e batterie alpine, écrivait dès 1903 à Ernest Archdeacon : « Il ne faut pas laisser l’aéroplane s’achever en Amérique. » Archdeacon répond en formant, au sein de l’Aéro-Club de France, une sous-commission des expériences d’aviation, en fondant les concours qui portent son nom, et qu’il dote immédiatement lui-même, en guise de première mise de fonds, d’une somme de 3 000 francs.
Il fait construire un aéroplane du type Wright, par M. Dargent, modeleur de l’usine aéronautique militaire de Chalais-Meudon. Il est constitué par deux plans parallèles, en bois de frêne, tendus de soie française, haubanés au moyen de cordes à piano. L'article de l'époque décrit ainsi l'aéronef : « Les deux plans, légèrement convexes d’avant en arrière, ont une envergure de 7,50 m, une largeur de 1,44 m et sont distants verticalement de 1,40 m. Surface totale : 22 mètres carrés. La surface portante est un peu moindre, car le brancard supportant l’expérimentateur couché sépare en deux parties égales le plan inférieur. Il comporte deux gouvernails : le gouvernail horizontal de l’avant, destiné à la direction verticale, et qui prépare l’atterrissage en diminuant progressivement la vitesse ; le gouvernail vertical de l’arrière, obtenant la direction dans le plan horizontal, c’est-à-dire la direction proprement dite. L’aéroplane est très robuste malgré un poids de seulement 34 kilogrammes. ».
Après avoir été exposé au Parc de l'Aéro-Club de France au coteau de Saint-Cloud durant le mois de février, le planeur est acheminé au mois de mars par voie d'eau à Berck. Les premières expériences se déroulent au mois d'avril 1904 sur les dunes de 20 à 25 mètres de haut, d'abord sur celles de Merlimont, ensuite sur celles dominant la plage de Berck-Bellevue au nord de la commune de Berck. Les expérimentateurs sont Gabriel Voisin, un jeune et hardi Lyonnais qui s’est dévoué corps et âme au « plus lourd que l’air », et le capitaine Ferdinand Ferber, un aviateur « bien connu ».
Il essaye ces planeurs, tout d'abord sur les dunes et plages de Berck puis, munis de flotteurs, sur la Seine entre Boulogne-Billancourt et Sèvres, créant ainsi l'ancêtre de l'hydravion qui réussit plusieurs envols, tracté par un bateau entre les ponts de Saint-Cloud et de Sèvres (environ 1,5 kilomètre).
L'Aéro-Club de France lance un prix pour le premier vol de plus de vingt-cinq mètres d'un plus lourd que l'air. Ce prix est remporté par Alberto Santos-Dumont le 12 novembre 1906 à Bagatelle, sur le biplan 14bis construit à Boulogne-Billancourt par Gabriel Voisin.
En octobre 1904, Ernest Archdeacon double le prix Deutsch de la Meurthe pour le premier kilomètre en circuit fermé réalisé par un plus lourd que l'air pour le porter à 50 000 francs, somme considérable pour l'époque puisqu'elle représente environ vingt fois les gains annuels d'un travailleur professionnel de l'automobile à Paris.
En mars 1905, Ernest Archdeacon procède à l'expérience consistant à remorquer un aéroplane, du type Wright, lesté de sable et reposant sur une glissière, au moyen d’une automobile d'une puissance de 60 chevaux, à la façon d’un cerf-volant. La manœuvre, qui se déroule au champ de manœuvres d’Issy-les-Moulineaux, s'achève par la chute de l'appareil qui est cependant parvenu à s'élever à une trentaine de mètres de hauteur.
En 1906, il effectue des essais d’hélice sur une motocyclette, l'aéromotocyclette avec Alessandro Anzani. Cette aéromotocyclette, empruntée à la maison Buchet, était équipée d'un moteur de 6 chevaux entraînant une hélice placée à l'avant d'un tube en acier d'1,5 m, lui conférant ainsi une vitesse chronométrée de 79,5 km/h lors d'un essai sur la route du champ d’épandage d’Achères,.
Le prix le plus important qu'il dote (de 50 000 francs) est le « Grand Prix d’Aviation (de) », en partenariat avec Henry Deutsch de la Meurthe. Initialement, le prix ne devait être que de 25 000 francs, mais il est doublé le 25 mars 1904, chacun des deux hommes mettant de sa poche 250 000 francs, une somme qui sera ensuite remise à l'aviateur qui effectuera un vol de 1 kilomètre sans endommager son aéroplane à l'atterrissage. Le prix Archdeacon-Deutsch de la Meurthe est remporté par Henri Farman le 13 janvier 1908 à Issy-les-Moulineaux.
Le 30 mai de la même année, Ernest Archdeacon devient le premier passager de l'histoire de l'aviation en accompagnant Henri Farman sur le biplan Voisin amélioré.
Comme la plupart des Français, Archdeacon reste sceptique quant à la réalité des vols des frères Wright jusqu'à ce que ceux-ci répètent leurs démonstrations en France, en août 1908, près du Mans.

### L'espéranto
Archdeacon parlait aussi l'espéranto, qu'il apprit en 1908. Il publie Pourquoi je suis devenu espérantiste (Paris, Fayard, 1910, 265 p.), avec une préface d'Henri Farman, puis devient président du groupe parisien d’espéranto en 1923. Élu président de la Société Française pour la Propagation de l'Espéranto (aujourd’hui Espéranto-France) en 1926, il fut jusqu'à la fin de sa vie un avocat fervent de cette langue internationale. Il était encore président de la SFPE en 1940.

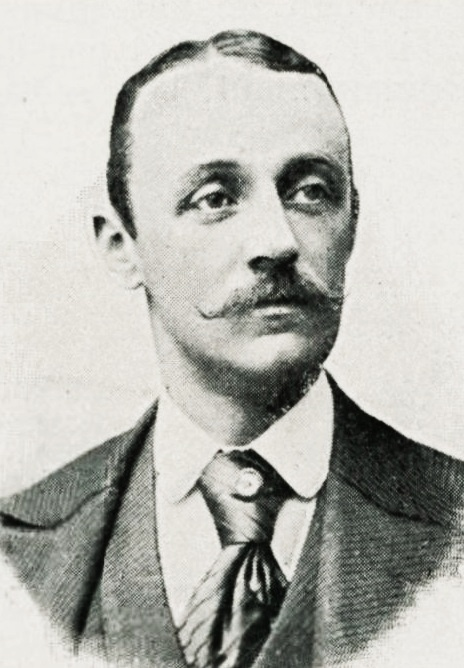
Ernest Archdeacon en 1899.
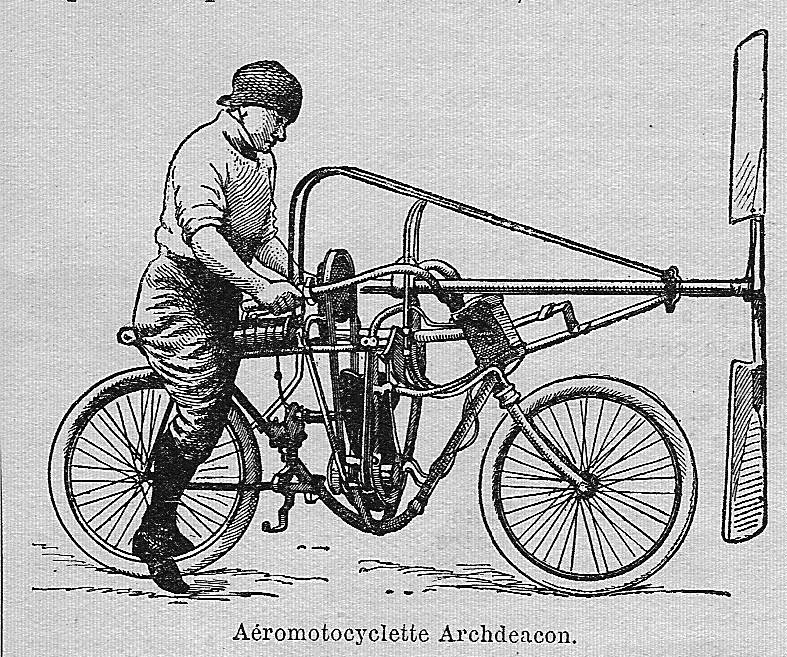
L'aéromotocyclette Archdeacon.
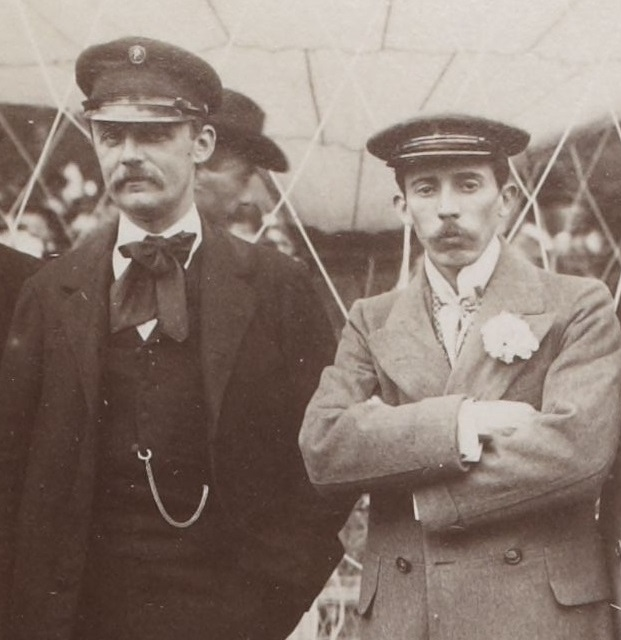
Ernest Archdeacon et Alberto Santos-Dumont au jardin d'acclimatation en 1898.
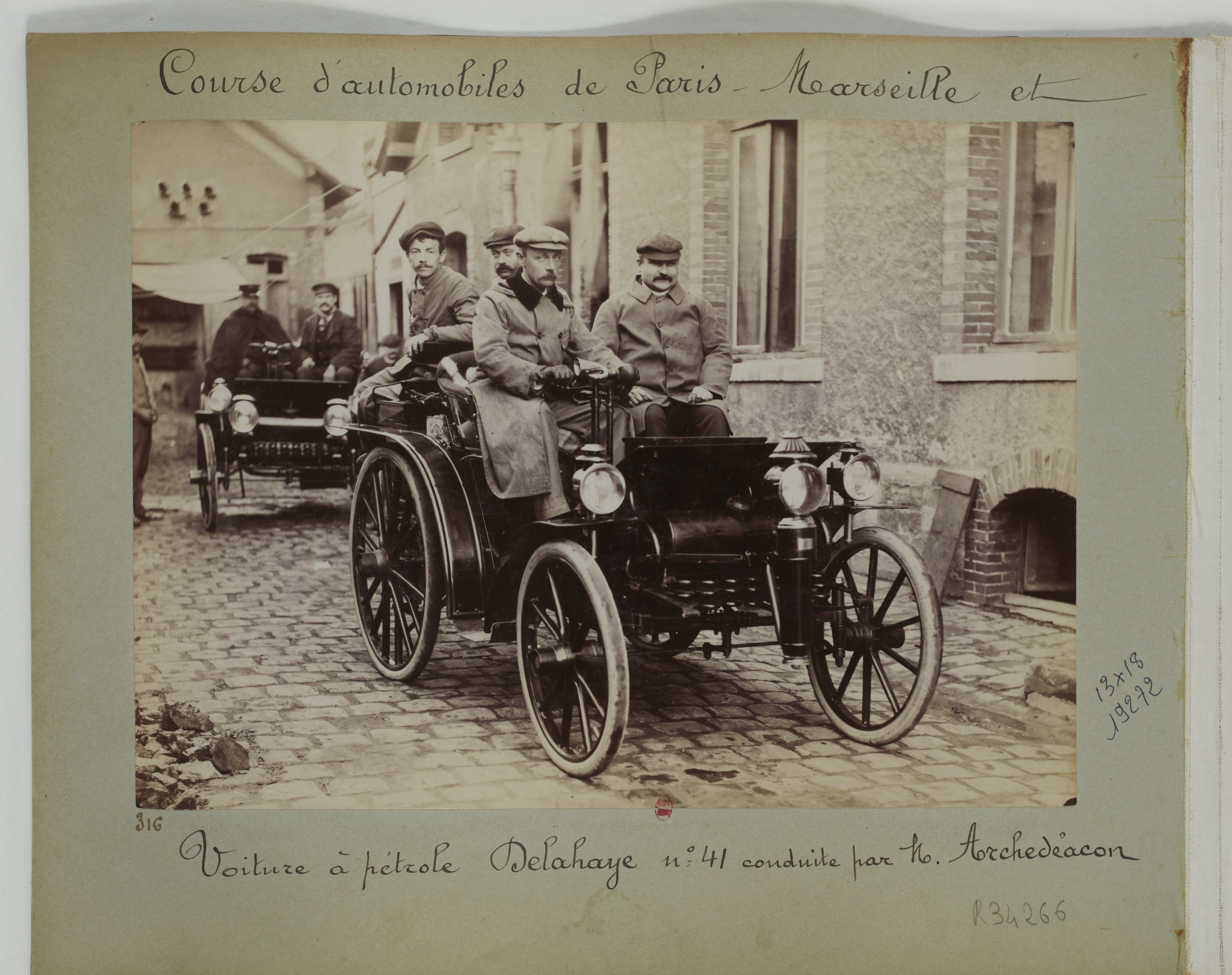
Ernest Archdeacon en 1896 sur Delahaye lors du Paris-Marseille-Paris.